# Olimpiai Sportpark Győr
Olimpiai Sportpark Győr – kompleks sportowy w mieście Győr, na Węgrzech. Został otwarty w 2017 roku. Główny stadion kompleksu może pomieścić 1500 widzów.
Kompleks został wybudowany w latach 2016–2017 w miejscu dawnego stadionu (Győri Dózsa Sporttelep), rozebranego w 2013 roku. Na kompleks składa się główny stadion lekkoatletyczny (mogący pomieścić 1500 widzów), treningowy stadion lekkoatletyczny, wielofunkcyjna hala sportowa, a także hale do gimnastyki, zapasów i judo oraz korty tenisowe (część pod zadaszeniem). W pobliżu kompleksu znajduje się również kryty basen, wybudowany w latach 2014–2016. Kompleks był jedną z aren 14. edycji Olimpijskiego Festiwalu Młodzieży Europy. Zawody te odbyły się w dniach 23–29 lipca 2017 roku. Na obiekcie rozegrano także zawody 2. edycji lekkoatletycznych Mistrzostw Europy juniorów młodszych (przeprowadzone w dniach 5–8 lipca 2018 roku).